# Enid Backes
Enid Backes (Santa Cruz do Sul,1930- Nova Petrópolis, 2023) fue una socióloga, feminista y política brasileña, lideró la primera organización política para mujeres en la ciudad de  Porto Alegre.

## Biografía
Enid Backes, de nombre completo Enid Diva Marx Backes, nació en Santa Cruz do Sul, región central de Rio Grande do Sul y falleció el 22 de agosto de 2023 en Nova Petrópolis, en Serra Gaúcha.
Enid Backes de formación académica socióloga, miembro del movimiento estudiantil, su vida estuvo marcada por el activismo feminista, la lucha por los derechos humanos y la participación política en el desarrollo democrático de Brasil.   
Formó parte de movimientos populares como, el Movimiento Contra el Hambre, el Movimiento en Defensa de Jardines y Parques y la Federación de Asociaciones Comunitarias y Amigos del Barrio (FRACAB) entre otros y  participó en la  lucha sindical, como dirigente de la asociación de sociólogos de Rio Grande do Sul.    
Fue miembro del Consejo Estatal de Derechos de la Mujer de Brasil y Coordinadora del Foro Municipal de Mujeres de Porto Alegre    
Participó de forma activa de la vida política, sindical y social de su país, ejerció como consultora de numerosas entidades y ponente en conferencias y eventos, principalmente los sindicales en defensa de los derechos de la mujer.
Su solidaridad se manifestó incluso en sus últimas voluntades,  donde dejó establecido que su cuerpo fuera donado a la Universidad Federal de Ciencias de la Salud de Porto Alegre (Ufcspa) para contribuir a la ciencia.

## Trayectoria

### Política
Destacó por su comprometida actividad en las luchas por la redemocratización del país, por la amnistía y en defensa de los derechos de los trabajadores.
Participó en la formación y constitución de la CUT en Rio Grande do Sul,  perteneció a la asociación de sociólogos y a través de ella formó parte del comité que creó la CUT a nivel estatal, trasladándose a São Paulo en 1985 trabajando en Secretaría General de la CUT Nacional.
Enid Backes  participó en la fundación del PT (Partido de los Trabajadores de Brasil), siendo por este partido candidata a diputada estatal en 1982, y trabajó en los debates constituyentes de 1988.
En el Ayuntamiento de la ciudad de Porto Alegre fue coordinadora de la Asesoría Política de la Mujer.  

### Feminismo
Lideró la primera organización política para mujeres en Porto Alegre coincidiendo con el mandato del alcalde Tarso Genro. 
Defendió la actividad pública de las mujeres, el trabajo fuera del hogar como forma de ganar su propia autonomía e independencia y contribuir a salir de la pobreza, del que ella siempre recordaba que: "La pobreza tenía rostro de mujer en Brasil y en todas las partes del mundo".
Enid Backes también manifestaba la necesidad de reconocer la situación de la mujer cuyo trabajo en casa, cuidando a dos o tres pacientes, o a personas que la necesitan, le impidiera salir a buscar trabajo, "En este caso hay que considerar que este trabajo debe ser remunerado".
Se definió y defendió posturas relativas al ecofeminismo, manteniendo que existe una relación entre la salud de las mujeres y la salud del planeta, y que este planeta podría explotar si no hay una acción colectiva para abordarlo.
Formó parte de la Junta Directiva de la Red Nacional de Salud Feminista por los Derechos Sexuales y Reproductivos y del Colectivo Femenino Plural de Brasil.
Representó a Brasil en diferentes reuniones y organismo internacionales como las conferencias Internacionales de Derechos Humanos celebrada en Viena en 1993 o de La Cuarta Conferencia Mundial sobre la Mujer en Beijing (China) 

## Reconocimientos
En 2025 en Filhos de Sepé, en Viamão en el Estado de Rio Grande del Sur se ha dado su nombre al espacio “O Caminho de Lutas das Mulheres Enid Backes” está situado en el Parque Ecológico del Instituto Josué de Castro. La estación se compone de una escultura en honor a la lucha de las mujeres, diseñada por el artista español Javier Quintanilla, una higuera, un lago con un espacio cultural y un fogón. 
Cortometraje Enid Backes, que forma parte del Proyecto Cinematográfico Memorial das Mulheres RS, estrenado el 8 de marzo de 2017, este proyecto incluye a otras mujeres como Dercy Furtado y Matilde Cechin.
En 1999 recibió el Trofeo de Honor al Mérito